# James Keach
James Keach (ur. 7 grudnia 1947 w Savannah) – amerykański aktor, reżyser i producent filmowy.

## Życiorys
Urodził się w Savannah w stanie Georgia jako syn Mary Kain Keach (z domu Peckham) i Waltera Stacy’ego Keacha Sr., producenta, aktora, scenarzysty i wykładowcy dramatu. Jego starszy brat Stacy (ur. 2 czerwca 1941) jest aktorem i narratorem. Ukończył Northwestern University i Yale School of Drama, a także przeszedł szkolenie jako klasyczny aktor szekspirowski.
Występował w roli Jessego Jamesa w westernie Waltera Hilla Straceńcy (The Long Riders, 1980). Johnny Cash był tak zachwycony tym filmem, że on i June Carter zaprzyjaźnili się z Keachem i poprosili go o udział w rozwoju dramatu biograficznego Spacer po linie (2003), którą wyprodukował Keach.
Keach wystąpił w wielu drugoplanowych rolach w filmach, w tym w komedii Harolda Ramisa W krzywym zwierciadle: Wakacje (National Lampoon's Vacation, 1983) z Chevym Chase’em, dramacie historycznym Ostrze brzytwy (The Razor's Edge, 1984) u boku Billa Murraya oraz komedii sportowej Michaela Ritchiego Dzikie koty (Wildcats, 1986) z Goldie Hawn. Zagrał także główną rolę zastępcy Henry’ego „Hanka” Halika w komedii Akademia ruchu (Moving Violations, 1985) z Jennifer Tilly.
Był reżyserem popularnego serialu telewizyjnego CBS Doktor Quinn (1993), w którym w roli tytułowej wystąpiła jego ówczesna żona Jane Seymour, oraz fabularyzacji tej produkcji (1999). Był reżyserem i producentem dwóch komedii romantycznych – Randki w ciemno (2006) i Czekając na wieczność (Waiting for Forever, 2010) oraz filmu dokumentalnego Glen Campbell: I'll Be Me (2014), którego bohaterem był muzyk country Glen Campbell i jego walka z chorobą Alzheimera.

## Życie prywatne
Był trzykrotnie żonaty. 4 grudnia 1976 poślubił Holly Collins, siostrę Judy Collins. Jednak doszło do rozwodu. Do roku 1993 był żonaty z Mimi Maynard. 15 maja 1993 ożenił się z Jane Seymour, z którą ma bliźniaki: Johna Stacy’ego i Kristophera Stevena (ur. 30 listopada 1995). Rozwiedli się 10 grudnia 2015.